# Puerto de los milagros
Puerto de los milagros (en portugués: Porto dos milagres) es una telenovela brasileña producida y emitida por TV Globo desde febrero hasta septiembre de 2001, con un total de 203 episodios.
Es una libre adaptación de las novelas «Mar Morto» y «A descoberta da América Pelos Turcos» del escritor brasileño Jorge Amado, fue escrita por Aguinaldo Silva y Ricardo Linhares, con la colaboración de Nelson Nadotti, Filipe Miguez, Glória Barreto y Maria Elisa Berredo, dirigida por Fabrício Mamberti y Luciano Sabino, con la dirección general de Marcos Paulo y Roberto Naar sobre núcleo de Marcos Paulo. 
Protagonizada por Flávia Alessandra y Marcos Palmeira, con las participaciones antagónicas de Antônio Fagundes, Cássia Kis, Leonardo Bricio, Camila Pitanga, Reginaldo Faria, Arlete Salles y José de Abreu y con las actuaciones estelares de Taís Araújo, Marcelo Serrado, Júlia Lemmertz, Luíza Tomé, Nathalia Timberg, Louise Cardoso, Fulvio Stefanini y Cláudio Corrêa e Castro.

## Argumento
La trama está dividida en tres fases (primera historia, segunda historia y el final)

### Primera fase
Félix vende ilegalmente las tierras que su padre le dejó a él y a su hermano Bartholomeu de herencia. Tras ser descubierto por la policía, huye a España con su esposa Adma, una mujer sin escrúpulos. Durante años, los dos viven dando pequeños golpes hasta que una gitana les dice que si cruzan el mar este será proclamado rey.
Adma afirma que su destino está en Bolivia y optan por vivir en el país, sin embargo deciden volver a Brasil tras no haber logrado sus propósitos y se instalan en Porto Velho. Por su parte, Bartholomeu ha triunfado en el mundo de los negocios en Porto dos Milagres, Bahía y Adma mata a su cuñado por envenenamiento sin que Félix sepa nada, no obstante, llama a su marido para comunicarle que se hará cargo de los negocios del difunto. Por otro lado, Bartholomeu empieza a mantener una relación con Arlete, una prostituta embarazada que resulta ser su hijo biológico. Finalmente nace la criatura y Adma manda al capataz Eriberto para matar a Arlete y al recién nacido al mismo tiempo que oculta a su marido sus planes.
Eriberto convence a Arlete para viajar en barco hasta alta mar sin saber de sus intenciones. Tras meter al bebé en una cesta, Eriberto lo arroja por la borda y la madre va tras él para salvarlo, pero tras un intento infructuoso fallece ahogada, sin embargo, el bebé es rescatado por Yemayá, una reina del mar con poderes sobrenaturales. Tras ser guiado hasta el puerto, un pescador que estaba ayudando a su mujer a dar a luz le saca del mar y es considerado como una bendición por parte de Yemayá. Finalmente, los dos aceptan al bebé como su hijo después de que el recién nacido naciese muerto. Exhausta por el parto, la mujer bautiza al niño con el nombre de Gumercindo momentos antes de fallecer. Triste por la pérdida de su mujer, entrega la vida del lactante a Yemayá, la cual pasa a criarle como su propio hijo. Años más tarde, este intenta salvar a su hermano Francisco durante una tempestad, pero desaparece y Francisco y su mujer Rita asumen la tutela de su sobrino.
Laura es la hermana más joven de Leontina y de Augusta Eugênia. Tras renegar de su familia decide casarse con Leôncio, un pescador con el que tiene una hija. Desconforme con la decisión de Laura, Augusta decide denunciar al pescador ante la policía por contrabando sin saber que su hermana está a bordo del barco con su marido. Tras abordar el barco, Leôncio intenta huir, sin embargo, cuando su mujer trata de impedir el arresto es incapaz de impedir que uno de los agentes dispare con mala fortuna que el motor explota y este fallece. Leontina opta entonces por criar a su sobrina y se la lleva a Río de Janeiro
Por otra parte, Rosa Palmeirâo, una prostituta y hermana de Arlete va a casarse con Otacílio, pero en el día de la boda, mata al coronel Jurandir de Freitas en venganza por haber violado a su hermana Cecília. En consecuencia le caen 20 años de prisión y declara que cuando salga de la prisión volverá a rehacer su vida.

### Segunda fase
Veinte años después, Lívia se marcha de Río de Janeiro con su prometido Alexandre, hijo de Félix y Adma hacia Porto dos Milagres. Una vez en la ciudad, conoce a Gumercindo, más bien conocido por Guma por sus allegados y hombre de carácter respetado por los ciudadanos. Entre los dos surge un amor que intentan ocultar al resto, sin embargo Alexandre y su tía Augusta se oponen a que se marche con un pescador, Alexandre por honor y esta última porque quiere que su sobrina se case con el heredero de Félix, además de tener que vérselas con Esmeralda, una bella mujer enamorada del pescador y que pertenecen a la misma clase social.
Por otro lado, Rosa, tras cumplir sentencia se dispone a dar con el paradero del hijo de Arlete y se enamora de Félix después de inaugurar un burdel, sin embargo desconoce que este está involucrado en la desaparición de su hermana. No obstante descubre que Otacílio, con quién quería casarse antes de ser arrestada, se ha casado con Amapola, con la que tiene un hijo llamado Alfredo Henrique. Aunque decide olvidarse de él. 
Mientras, Guma cuenta con el apoyo de los pescadores y sus amigos para presentarse para la alcaldía de Porto dos Milagres teniendo a Félix como rival político y el cual al ver que no es el hombre que esperaba intenta matarlo sin éxito y abandona a su mujer al descubrir que le estuvo mintiendo todos estos años.

### Final
Finalmente Félix termina por implorar a Guma que salve a su hijo cuando descubre que pretende suicidarse con Lívia en el mar. Su intento por salvarlos es satisfactorio, sin embargo fallece ahogado. Esmeralda, decide entonces dejar su vida en manos de Yemayá para que resucite a su marido. En cuanto a los dos, consiguen contraer matrimonio y tienen un hijo.
Por otro lado, Adma pretende matar a Eriberto, pero al percatarse de sus intenciones, cambia las copas (una de las dos está envenenada) y la mujer fallece, y Félix gana las elecciones y se hace con el gobierno de Bahía, pero justo en el día de la posesión muere asesinado por Rosa al creer que fue este el que mató a Arlete. Tras un breve periodo de tiempo, Guma es elegido alcalde y marca una nueva era en la ciudad.

## Reparto

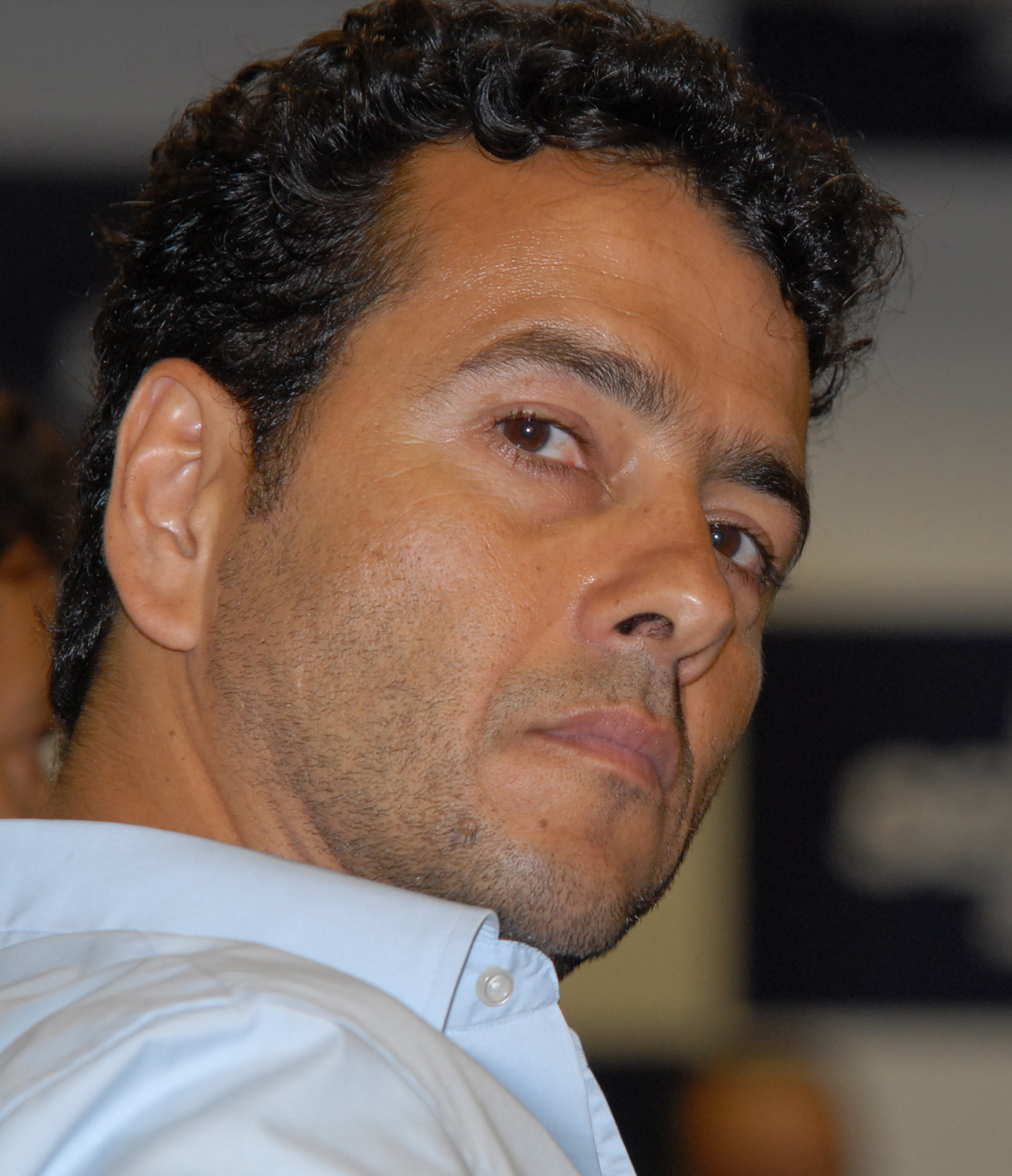
Marcos Palmeira como Guma.

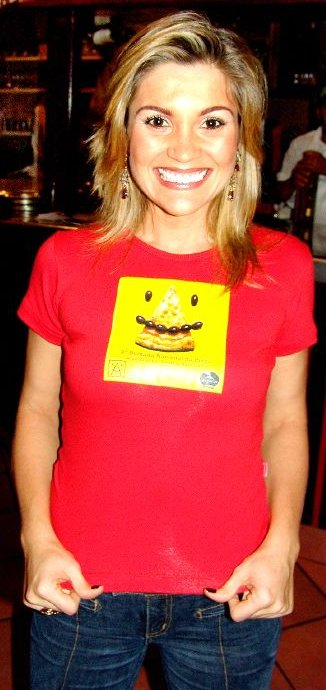
Flávia Alessandra como Lívia.

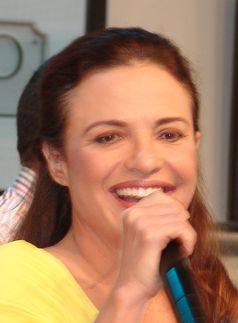
Luíza Thomé como Rosa Palmeirão.

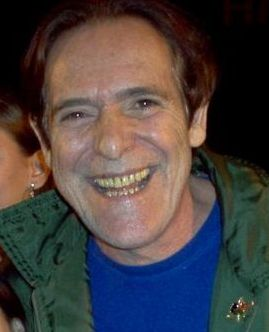
José de Abreu como Eriberto.

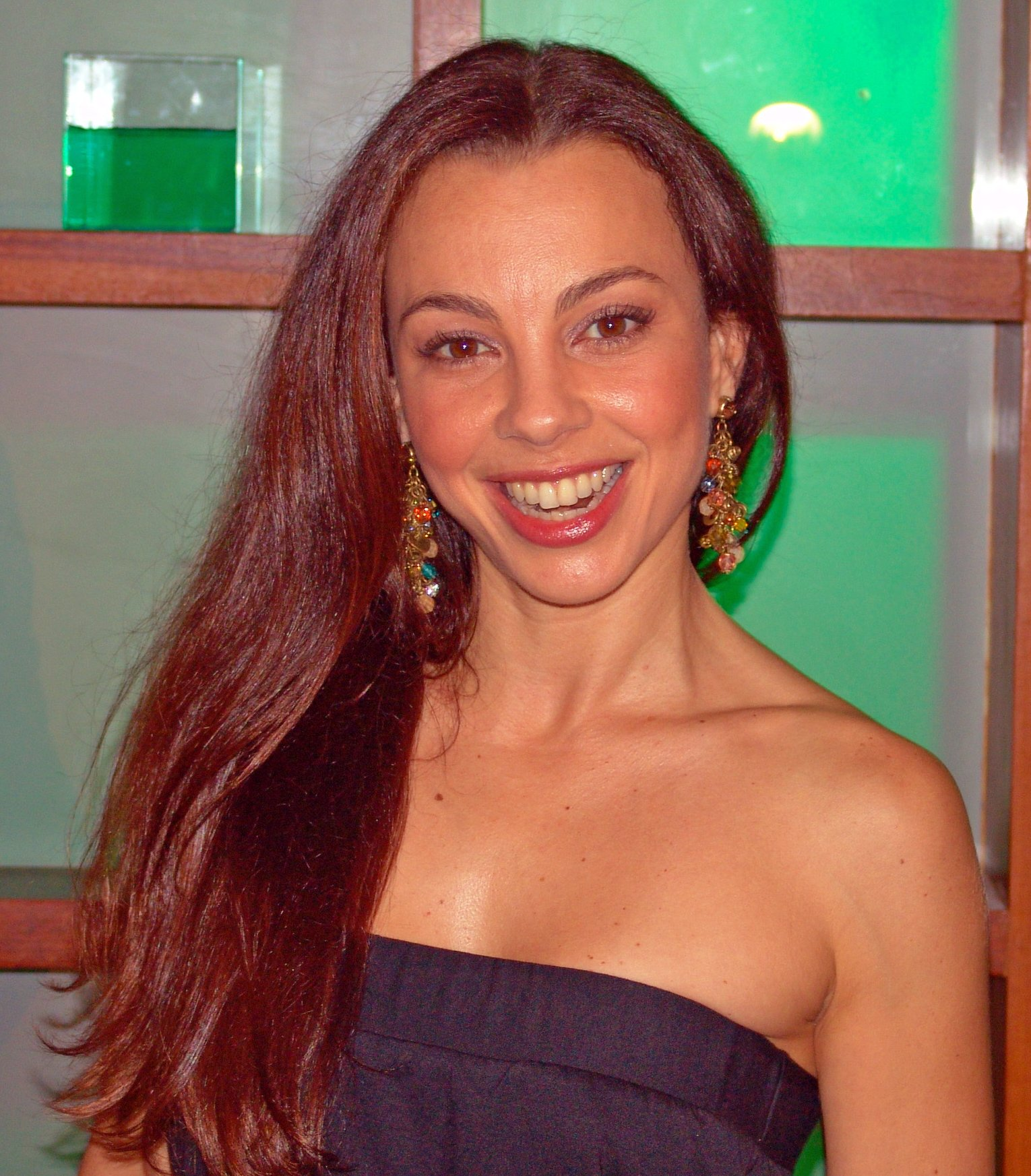
Carla Marins como Judite.

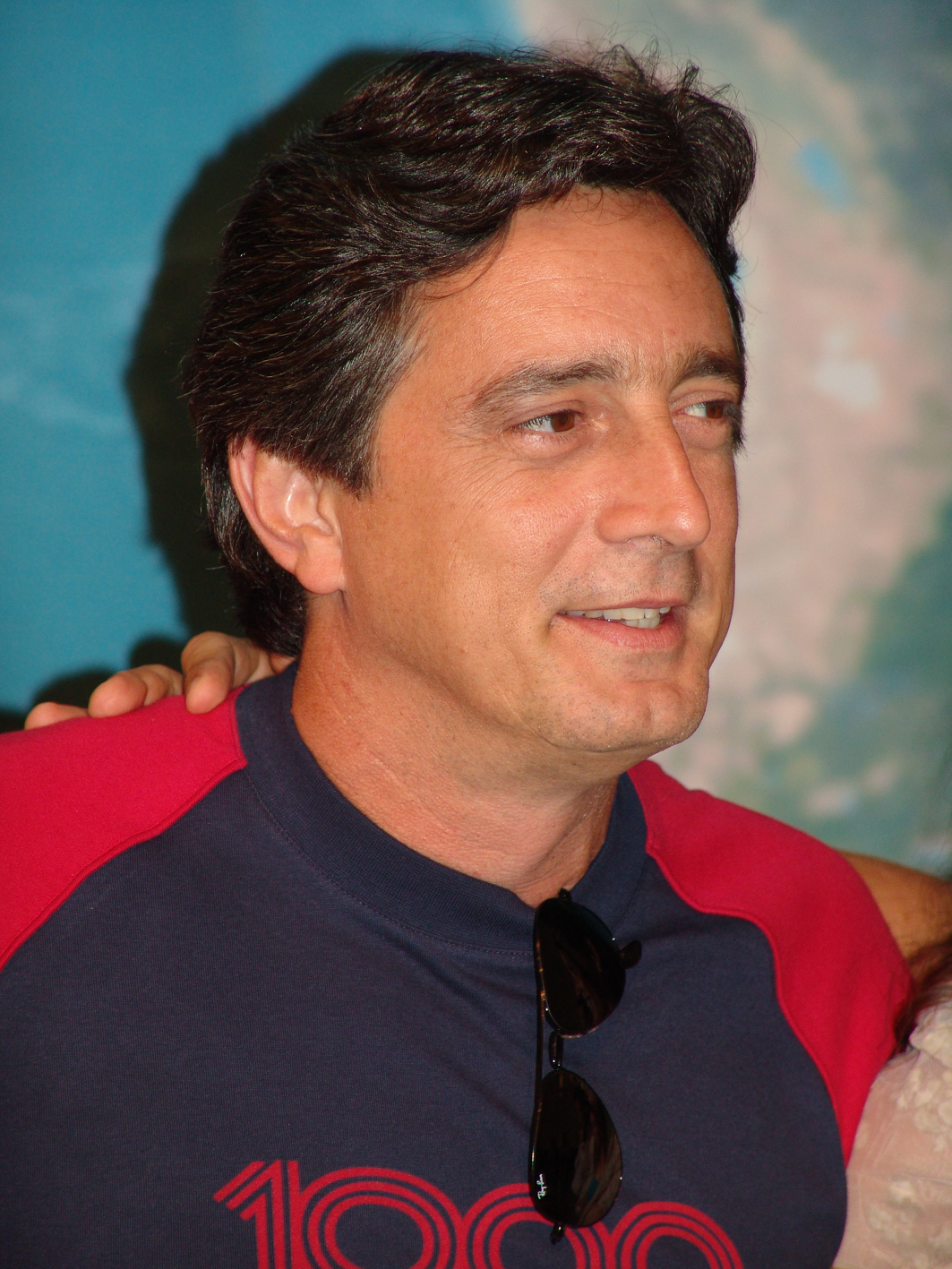
Eduardo Galvão como Otacílio.

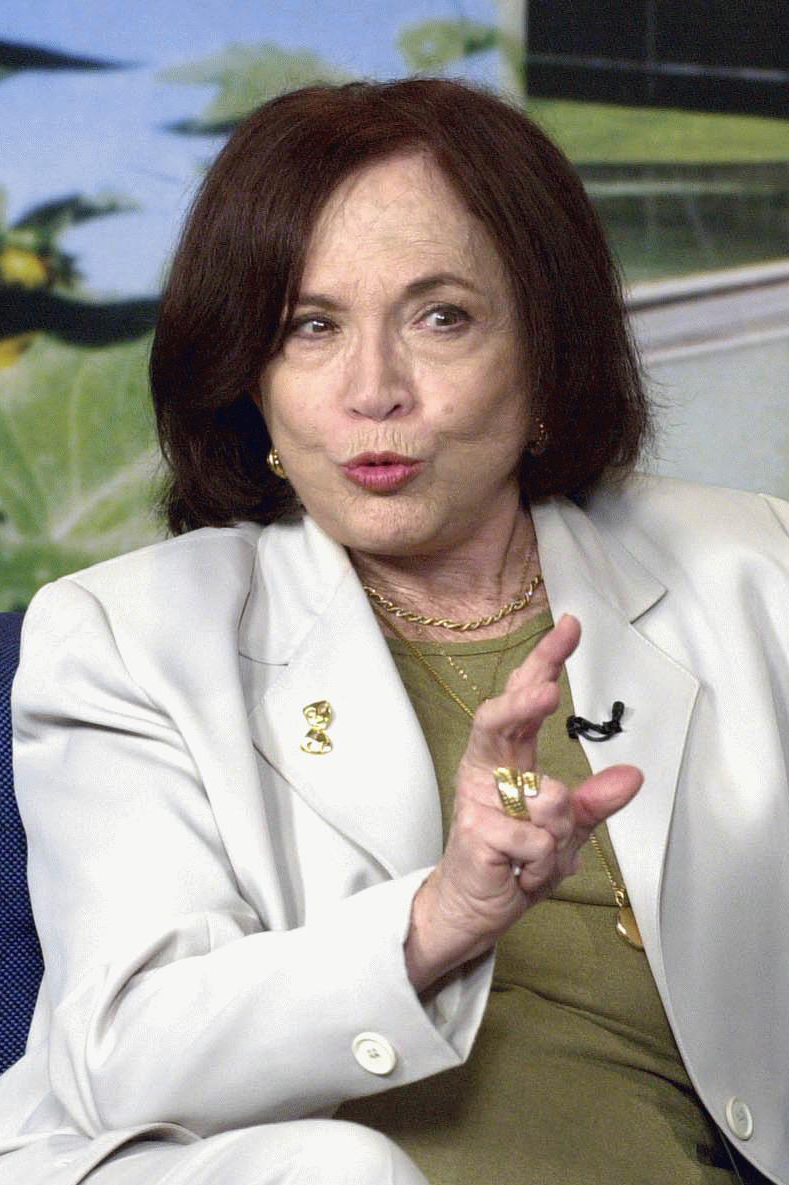
Nathália Timberg como Ondina.

| Actor                   | Personaje                              |
| ----------------------- | -------------------------------------- |
| Antônio Fagundes        | Félix Guerrero / Bartholomeu Guerrero  |
| Cássia Kis              | Adma Guerrero                          |
| Marcos Palmeira         | Gumercindo Vieira (Guma)               |
| Flávia Alessandra       | Lívia Proença de Assunção / Iemanjá    |
| Leonardo Brício         | Alexandre Guerrero                     |
| Camila Pitanga          | Esmeralda                              |
| Arlete Salles           | Augusta Eugênia Proença de Assunção    |
| José de Abreu           | Eriberto                               |
| Zezé Polessa            | Amapola Ferraço                        |
| Paloma Duarte           | Dulce                                  |
| Luíza Tomé              | Rosa Palmeirão                         |
| Kadu Moliterno          | Dr. Rodrigo                            |
| Joana Fomm              | Rita                                   |
| Carla Marins            | Judite                                 |
| Marcelo Serrado         | Rodolfo Augusto Proença de Assunção    |
| Renata Castro Barbosa   | Bela                                   |
| Nathalia Timberg        | Ondina                                 |
| Louise Cardoso          | Maria Leontina                         |
| Eduardo Galvão          | Otacílio Ferraço                       |
| Cláudia Alencar         | Epifânia                               |
| Tonico Pereira          | Chico                                  |
| Flávio Galvão           | Deodato                                |
| Roberto Bomtempo        | Jacques                                |
| Zezé Motta              | Mãe Ricardina                          |
| Ana Lúcia Torre         | Salete                                 |
| Taís Araújo             | Selminha Aluada                        |
| Sérgio Menezes          | Rufino                                 |
| Fulvio Stefanini        | Osvaldo                                |
| Mônica Carvalho         | Maria do Socorro (Socorrinho)          |
| Daniela Faria           | Haydée Caolha                          |
| Guilherme Piva          | Alfeu                                  |
| Júlia Lemmertz          | Genésia                                |
| Vladimir Brichta        | Ezequiel                               |
| Marcélia Cartaxo        | Quirina                                |
| Cláudio Corrêa e Castro | Seu Babau                              |
| Miguel Thiré            | Alfredo Henrique                       |
| Bárbara Borges          | Luíza                                  |
| Thiago Farias           | Paçoca                                 |
| Camilla Farias          | Ana Beatriz                            |
| Ary Fontoura            | Deputado Pitágoras Williams Mackienzie |
| Glória Menezes          | Dona Coló                              |
| Letícia Sabatella       | Arlete                                 |
| Hugo Carvana            | Delegado Gouvêia                       |
| Reginaldo Faria         | Coronel Jurandir de Freitas            |
| Cristiana Oliveira      | Eulália                                |
| Maurício Mattar         | Frederico                              |
| Carolina Kasting        | Laura                                  |
| Tuca Andrada            | Leôncio                                |
| Ilva Niño               | Valdenice                              |
| Luiza Curvo             | Cecília                                |
| Eunice Muñoz            | Cigana                                 |

## Producción

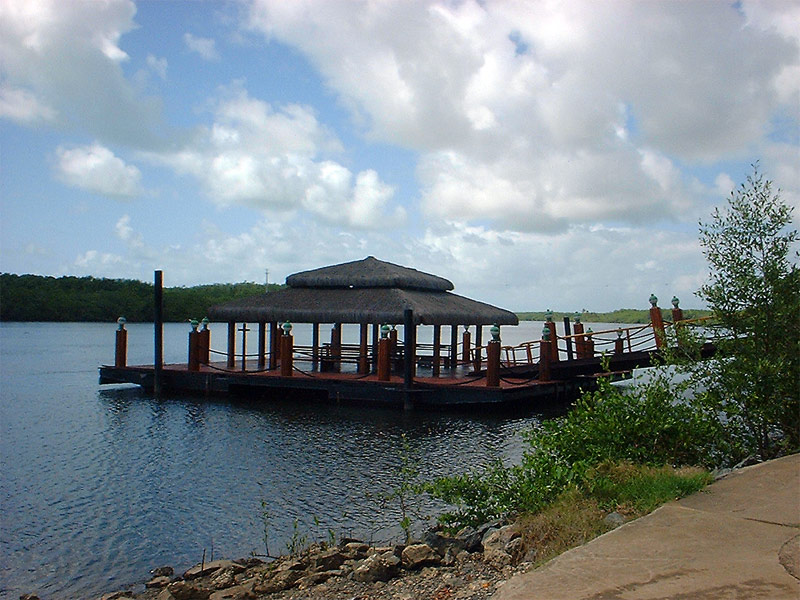
Isla de Comandatuba - Bahía, Brasil.

El rodaje tuvo lugar en la isla de Comandatuba, Bahía dónde se levantaron varios escenarios. Algunas escenas fueron filmadas en el hotel Transamérica, local que durante años guardó los escenarios de fondo para que los huéspedes pudieran verla, aunque a día de hoy ya no existe.
Para la novela se construyeron dos ciudades: la zona alta, recreada por Central Globo de Produçao y la baja en Comandatuba, entre las que se pueden observar la tumba de Yemayá y su capilla, el mercado municipal y las casas de los pescadores. En la localidad de Canavieiras también se rodaron algunas escenas como el burdel de Doña Coló. La productora tomó imágenes de la plaza mayor y el palacete de Bartolomeu Guerreiro ubicado en lo alto de una ladera con un observador a 16 metros de altura y que es visible desde cualquier punto de la ciudad. La arquitectura y el interiorismo de la mansión recreada en los estudios presentaba características arábigas y españolas, en cuanto a la estatua de Yemayá fue moldeada por el equipo de artesanos de Central Globo.
Para la creación artística, el equipo de escenografía se inspiró en el libro de Rosa Palmeirão: O ABC de Rosa.
En cuanto a los efectos especiales como la de la escena en alta mar donde Guma hace frente a la tormenta, la novela contó con la colaboración de la empresa estadounidense Digital Domain, responsables de producir los efectos en películas como Titanic y The Abyss.
El primer capítulo se rodó en Sevilla, España, donde el equipo técnico pasó dos semanas. Durante el rodaje, varios actores españoles realizaron un cameo.

## Recepción
La telenovela recibió críticas por parte de la comunidad afrobrasileña de Bahía y otros estados por el número reducido de actores negros, puesto que la ambientación de la misma tuvo lugar donde la mayor parte de la población es de raza negra. En cuanto a la acogida por parte de los televidentes fue discreta aunque mantuvo buenos índices de audiencia.
La telenovela tampoco pasó desapercibida por el programa humorístico Casseta & Planeta, Urgente, los cuales hicieron una parodia titulada Porco com Vinagres.

### Share
Porto dos Milagres obtuvo una media de 44,6 en cuanto a los datos de audiencia. El día del estreno tuvo 47 puntos con los que superó a su antecesora Lazos de familia. En cuanto al último episodio, consiguió 61 puntos.

### Premios
Premio Qualidade Brasil RJ
- Mejor autor de telenovela - Aguinaldo Silva e Ricardo Linhares
- Mejor actor de telenovela - Antonio Fagundes
- Mejor actriz de telenovela - Arlete Salles
- Mejor actriz secundaria de telenovela - Zezé Polessa
- Mejor actor revelación de telenovela - Tadeu Mello
- Mejor director de telenovela - Marcos Paulo

Premio Qualidade Brasil SP
- Mejor telenovela
- Mejor actor de telenovela - Antonio Fagundes
- Mejor actriz de telenovela - Arlete Salles
- Mejor actriz secundaria de telenovela - Zezé Polessa
- Actor revelación de telenovela - Guilherme Piva
- Mejor autor de telenovela - Aguinaldo Silva e Ricardo Linhares
- Mejor director de telenovela - Marcos Paulo

Premio Contigo!
- Mejor actriz - Cássia Kiss
- Mejor actor - Antônio Fagundes
- Actor revelación - Tadeu Mello
- Actriz cómica - Zezé Polessa
- Mejor antagonista - Adma (Cássia Kiss)

Troféu Imprensa
- Mejor actriz - Cássia Kiss

Prêmio Internet
- Mejor actor - Antônio Fagundes

## Banda sonora
Porto dos Milagres Nacional Volumen I
1. "Caminhos do Mar" - Gal Costa
2. "Por Te Querer" - Belô Veloso
3. "A lua Que eu Te Dei" - Ivete Sangalo (part. especial Herbert Vianna)
4. "Crendice" - Carlinhos Brown
5. "Entre o Céu e o Mar" - Elba Ramalho
6. "Um Raio Laser" - Jota Quest
7. "O Bem do Mar" - Dorival Caymmi
8. "Só no Balanço do Mar" - Daniela Mercury (part. especial Dominguinhos)
9. "Sob Medida" - Fafá de Belém
10. "Sem Amor" - Patricia Mellodi
11. "Dinamarca" - Gilberto Gil e Milton Nascimento
12. "Fofura" - Uai Sô
13. "Como Plural" - Roberta de Recife
14. "Instante Eterno" - Ivan Lins

Porto dos Milagres Nacional Volumen II
1. "Feliz" - Leila Pinheiro
2. "Usted Se Me Llevó La Vida" - Alexandre Pires
3. "Atração Fatal" - Roberta Miranda
4. "Por Enquanto" (ao vivo) - Cássia Eller
5. "Quando Você Não Vem" - Eliana Printes
6. "Babaobá" - Maurício Mattar
7. "Saudade de Amor (If Ever)" - Nana Caymmi
8. "Prontos Para Amar" - Guilherme Arantes
9. "O Impossível" - Erasmo Carlos
10. "É Doce Morrer no Mar" - Dori Caymmi
11. "Por Entre os Dedos" - José Augusto
12. "Trip To Heaven" - Passangers
13. "Tema do Rei" - Guilherme Dias Gomes
14. "I Miss You" - Due Angeli